# Баєво (Теньгушевський район)
Ба́єво (рос. Баево, ерз. Баеньбие) — присілок у складі Теньгушевського району Мордовії, Росія. Входить до складу Нароватовського сільського поселення.
Населення — 176 осіб (2010; 172 у 2002).
Національний склад (станом на 2002 рік):
- мордва — 78 %